# Gitchi Manitou
Gitchi Manitou (Kichi Manitou; Great Spirit, Sky Chief, Master of Life), Gitchi Manitou je veliki bog kreator Anishinaabea i mnogih susjednih plemena Algonquian: Algonquin, Ottawa, Potawatomi, Menominee, Kickapoo, Sauk-Fox, Mohican, Mohegan, Shawnee, Cree. Ime doslovno znači Veliki duh, uobičajen izraz koji se koristi za obraćanje Bogu u mnogim indijanskim kulturama.
Kao i kod drugih plemena Algonquian, Veliki duh je apstraktan, dobronamjeran, nema izravnu interakciju s ljudima, i rijetko je, ako ikada, personificiran u mitovima o Anishinabe-- izvorno, Gitchi Manitou nije imao ni spol (iako je s uvođenjem engleskog i njegove rodno specifične zamjenice, Gitchi Manitou počeo se nazivati "on".) Gitchi Manitou je taj koji je stvorio svijet, iako su neki detalji o stvaranju svijeta kakvog danas poznajemo delegirani kulturnom heroju Nanabozhou. "Gitchi Manitou" (ili jedna od njegovih brojnih varijanti načina pisanja) korišten je kao prijevod za "Bog" u ranim prijevodima Biblije na Ojibway, a danas mnogi ljudi iz Ojibwaya smatraju Gitchija Manitoua i kršćanskog Boga jednim te istim.
Alternativni nazivi: Gichi Manidoo, Gchi Mnidoo, Kichi Manido, Gitche Manitou, Gitchi Manitou, Gitchi Manidou, Gitchee Manitou, Gitchee Manito, Kichi-Manidò, Kitchi Manitoo, Kitchi-Manitou, Kitche Manitou, Kicci Manito, Gzhemnido, Kchi Mnido, Gitche Man'ito, Gitsche Manitou, Gichi Manito, Gche-Mnedo, Gitchie Manitou, Kitchie Manitou, Gizhemanidoo, Kitchi Manido, Kchemnito, Kitshi Manito, Kigi Manito, Kchemnito, Kshe Mnito, Kitshi Manito, Gitchie Manitoo, Kitche Manido, Kihci Manito, Kigi Manitu, Chi-Mnidoo, Gche-Mnedo, Mese Manido, Me'se Manedo, Mesi Manito, Kesae Manetow, Keche Manitow, Kishä' Ma'nido, Kisi Manitou, Kehcimaneto, Kechimaneto, Kehci Manito, Kechi Muneto, Gichi Manitoa, Gechee Maneto, Kechi Manetowa, Kechi Manito, Ketchimanetowa, Kiche Manetoa, Kichi Maneto, Kechee Manitowa, Kichi Manetowa, Kiche Manit8a, Kechee Manetowa, Mishe Moneto, Mishemoneto, Mise Manito, Msawe Maneto, Konchi Manto, Gunche Mundo, Konkchi Manito, Waunthut Mennitoow, Wauntht Mennitow, Waun-theet Mon-nit-toow, Kisemanito, Kihcimanito, Kise Manito, Kici Manito, Kichi Manitou, Getci Mu'nito, Gisha Manitou, Tchi Manito, Monteo.